# Indapamida
La indapamida es una molécula con actividad diurética, que pertenece a la familia de las sulfonamidas. Su molécula contiene una fracción sulfonamida polar, clorobenzamida, y una fracción liposoluble, metilindolina. Se considera que pertenece a la clase de sustancias similares a los diuréticos tiazídicos, siendo un benzamida-sulfonamida-indol, pero carente del anillo tiazídico. En la práctica clínica se utiliza como diurético y como fármaco para el manejo de la hipertensión arterial y la insuficiencia cardíaca descompensada. Existen preparados combinados con perindopril (un antihipertensivo inhibidor de la ECA). Los diuréticos similares a la tiazida (indapamida y clortalidona) reducen el riesgo de acontecimientos cardiovasculares graves e insuficiencia cardiaca en pacientes hipertensos en comparación con la hidroclorotiazida, con una incidencia comparable de efectos adversos.
Tanto los diuréticos tiazídicos como los diuréticos similares a la tiazida son eficaces para reducir el riesgo de ictus.Ambas clases de fármacos parecen presentar tasas de efectos adversos comparables a las de otros antihipertensivos, como los antagonistas de los receptores de la angiotensina II y los antagonistas del calcio dihidropiridínicos, y una menor prevalencia de efectos secundarios en comparación con los inhibidores de la ECA y los antagonistas del calcio no dihidropiridínicos. 

## Historia
La indapamida fue patentada en 1968 y aprobada para uso médico en 1977. Está disponible como medicamento genérico. En el Reino Unido, esto le cuesta al NHS alrededor de £3,40 por mes a partir de 2021. En los EE. UU., esta cantidad cuesta alrededor de US$4 por mes. También está disponible una combinación de medicamentos con perindopril. Está en la Lista de Medicamentos Esenciales de la Organización Mundial de la Salud. 
Las dosis diarias prescritas de indapamida en 2016 fueron 12,1 millones. Esto representa un incremento del 4,2% respecto al año anterior.

## Estereoquímica
La indapamida contiene un estereocentro y consta de dos enantiómeros . Se trata de un racemato, es decir, una mezcla 1:1 de las formas ( R ) y ( S ):  
| Número CAS 77083-52-4 | Número CAS 77083-53-5 |

## Mecanismo de acción

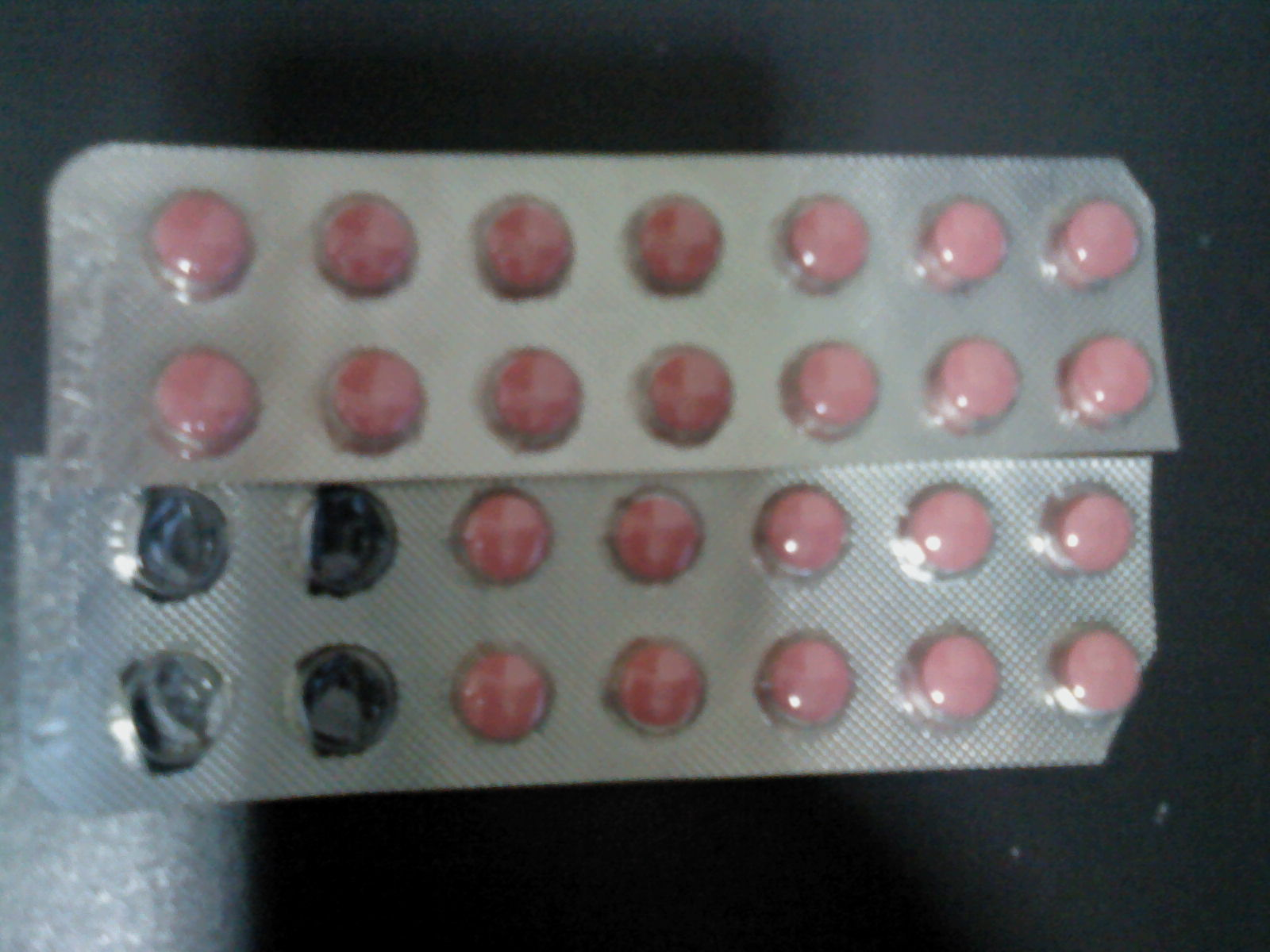
Comprimidos de indapamida 2,5 mg

El flujo de calcio en las células musculares se reduce con el uso de la indapamida y se produce una redistribución del calcio almacenado en el retículo endoplásmico (RE). Esto consigue un efecto reductor de la presión arterial desde tan solo 1,5 mg, pronunciado 2,5 mg diariamente.
Además, la indapamida reduce la reabsorción de sodio en el túbulo distal de los riñones. Inhibe la reabsorción de iones de sodio en el segmento cortical del asa de la nefrona, aumenta la excreción de iones de sodio, cloro, calcio y magnesio en la orina. Esto conduce a una reducción en la recuperación de agua, creando un efecto de lixiviación. El efecto de lavado sólo se produce a partir de 5 mg. Por lo tanto, el fármaco se clasifica como diurético. Reduce la sensibilidad de la pared vascular a la noradrenalina y la angiotensina II; estimula la síntesis de PGE2; inhibe el flujo de iones de calcio hacia las células del músculo liso de la pila vascular y, por lo tanto, reduce la resistencia vascular periférica total. Reduce la producción de radicales de oxígeno libres y estables. Atraviesa las barreras histohemáticas (incluida la barrera placentaria) y penetra en la leche materna. La T½ es de aproximadamente 14 horas. El 70% se excreta por los riñones y el 23% con las heces. La indapamida se excreta sin cambios y en forma de metabolitos (7%). Tiene un efecto dosis-dependiente. A una dosis de 2,5 mg tiene un efecto hipotensor máximo con un ligero aumento de la diuresis.
La mayor parte del efecto antihipertensivo de la indapamida se debe a una reducción de la resistencia periférica. El gasto cardíaco es el cociente entre la presión arterial y la resistencia. Con un gasto cardíaco constante, una reducción de la resistencia vascular conduce a una reducción de la presión arterial. Además, el gasto cardíaco es el cociente entre el gasto cardíaco y la presión arterial. Con un gasto cardíaco constante, una reducción de la presión arterial conduce a su vez a una reducción del gasto cardíaco. La indapamida reduce el riesgo de ateroesclerosis. 
La vida media es de 15 a 18 horas.

## Farmacocinética
Tras la administración oral, la indapamida se absorbe rápidamente y casi completamente en el tracto gastrointestinal. El compuesto se distribuye luego por diversos fluidos corporales y tejidos biológicos. La concentración plasmática máxima (Cmax) se alcanza aproximadamente dos horas después de la ingestión. En dosis de 2,5 mg y 5 mg, la Cmax en el plasma sanguíneo se alcanza después de 2 horas y es de aproximadamente 115 ng/ml y aproximadamente 260 ng/ml, respectivamente. La indapamida se une predominantemente y reversiblemente a los eritrocitos de la sangre periférica. La relación sangre total/plasma es de aproximadamente 6:1 al alcanzar la Cmax y disminuye a 3,5:1 después de 8 h. El porcentaje de unión a las proteínas plasmáticas varía entre 71 y 79% y es reversible.
La indapamida se metaboliza en el hígado a más del 90% convertido químicamente. Aproximadamente el 7% de la dosis total se recupera sin cambios en la orina dentro de las primeras 48 horas después de la administración. En los seres humanos, se han descrito alrededor de 19 metabolitos, siendo el único metabolito farmacológicamente activo el que se forma por hidrólisis del anillo indólico. Alrededor del 18% son productos conjugados, de los cuales el 14% son glucurónidos y el 4% son sulfatos.
La vida media farmacológica es de aproximadamente 16 horas. Estudios experimentales realizados en ratones y ratas han resaltado valores de DL50 superiores a 3 g/kg de peso corporal, cuando se administra por vía oral.
La indapamida tiene un perfil de eliminación bifásico, con un 60-70% de la dosis excretada por los riñones y un 15-23% a través del tracto gastrointestinal, probablemente a través de la circulación biliar. La T½ de la sangre entera es de aproximadamente 14 h. La excreción urinaria de indapamida marcada con 14C y sus metabolitos es bifásica con una T½ terminal de radiactividad total de 26 h. La indapamida no se elimina mediante hemodiálisis. No se acumula en pacientes con insuficiencia renal.

## Farmacodinamia
El mecanismo de acción del fármaco aún no se ha dilucidado por completo. La indapamida ejerce su actividad farmacológica provocando una reducción del volumen plasmático debido a un aumento en la excreción de sodio, cloro y agua, interfiriendo e inhibiendo la reabsorción de sodio a nivel del epitelio del túbulo renal distal. Además, el compuesto, a través de una acción directa sobre los músculos vasculares, reduce la resistencia periférica, probablemente reduciendo los intercambios iónicos a través de la membrana de las células musculares vasculares o quizás estimulando la síntesis de prostaglandinas PGE2 y prostaciclina PGI2, que tienen acciones vasodilatadoras y antiagregantes plaquetarias.
- Corticosteroides, corticotropina, anfotericina B, otros diuréticos: el tratamiento combinado con indapamida puede producir una depleción grave de potasio.
- Betabloqueantes, inhibidores de la ECA, metildopa, clonidina, bloqueantes adrenérgicos: la coadministración con indapamida potencia su acción hipotensora.

## Usos médicos
Está indicado para tratar la hipertensión y el edema debido a la insuficiencia cardiaca congestiva, cirrosis hepática, deterioro de la función renal, así como en la terapia con corticosteroides o estrógenos. El principal campo de aplicación sigue siendo el manejo de la hipertensión arterial esencial. Se ha demostrado que la indapamida reduce las tasas de accidente cerebrovascular en personas con hipertensión. Los estudios han demostrado que la combinación de indapamida y perindopril reduce la tasa de ictus en pacientes de alto riesgo (aquellos con antecedentes de hipertensión, ictus o diabetes de tipo 2). El estudio HYVET demostró que la indapamida (de liberación sostenida), con o sin perindopril como tratamiento antihipertensivo en personas de 80 años o más con una presión arterial sistólica sostenida de 160 mmHg o superior, redujo significativamente la mortalidad por todas las causas cuando se alcanzó un objetivo de 150/80 mmHg, pero no se observó una reducción significativa del riesgo de muerte por causas cardiacas. Dos revisiones sistemáticas identificaron que la indapamida con o sin perindopril redujo significativamente la mortalidad por todas las causas en pacientes jóvenes de edad avanzada con antecedentes de accidente cerebrovascular, enfermedad cardiovascular y diabetes mellitus tipo 2, cuando se lograron mayores reducciones de la presión arterial media en el consultorio. Solo se observó un beneficio cardiovascular significativo cuando se incluyeron ensayos con la cohorte de >75 años de edad.

## Efectos adversos
Los efectos adversos más frecuentes son los niveles bajos de potasio, fatiga, hipotensión ortostática (una disminución exagerada de la presión arterial al ponerse de pie, a menudo asociada con síncope ) y manifestaciones alérgicas. Durante el tratamiento pueden aparecer trastornos gastrointestinales (dispepsia, pérdida de apetito, boca seca, náuseas, vómitos, dolor abdominal, diarrea) y neurológicos (dolor de cabeza, mareos, fatiga, insomnio, inquietud, ansiedad y agitación).
Se recomienda monitorizar los niveles séricos de potasio y ácido úrico, especialmente en sujetos con predisposición a presentar niveles bajos de potasio en sangre y gota.
También son frecuentes los trastornos cardiovasculares ( hipotensión, síncope, palpitaciones, palpitaciones cardíacas, cambios electrocardiográficos, prolongación del intervalo QT, arritmias), trastornos endocrinos y metabólicos (hiperparatiroidismo,  hiperglucemia a veces asociada a glucosuria, hipercalcemia, hiponatremia, hipocalemia con calambres musculares a veces e hiperuricemia que pueden precipitar ataques de gota).
Se han reportado hipersensibilidad y trastornos relacionados con la piel como picor, erupción cutánea, urticaria, dermatitis alérgica, eczema, erupciones cutáneas, lesiones pigmentadas, pénfigo foliáceo, necrólisis epidérmica tóxica, síndrome de Stevens-Johnson. Otras reacciones adversas notificadas incluyen: cambios en la visión y miopía, disminución de la libido, disfunción eréctil, fiebre, rinorrea, neutropenia y trombocitopenia.
Dado que su uso puede producir hipocalemia, se debe evitar la administración concomitante de fármacos que prolonguen el intervalo QT por inhibición de los canales de potasio debido al riesgo de arritmias cardiacas malignas. Además, en pacientes con hiperuricemia conocida, se deben controlar los niveles de ácido úrico.

### Embarazo y lactancia
Hasta la fecha, los estudios realizados en animales no han puesto de manifiesto efectos teratogénicos. Sin embargo, como medida de precaución, no se recomienda el uso de indapamida en mujeres embarazadas o en período de lactancia.
La Administración de Alimentos y Medicamentos estadounidense ha incluido la indapamida en la clase B para su uso durante el embarazo (esta clase incluye medicamentos para los cuales los estudios de reproducción en animales no han demostrado un riesgo para el feto y para los cuales no existen estudios controlados en humanos y medicamentos para los cuales los estudios en animales han demostrado un efecto nocivo, además de una disminución de la fertilidad, que no ha sido confirmada con estudios controlados en mujeres en el primer trimestre del embarazo y para los cuales no hay evidencia de daño en las etapas avanzadas del embarazo). 

### Contraindicaciones
La indapamida está contraindicada en sujetos con hipersensibilidad individual conocida al principio activo, a las sulfonamidas, a moléculas químicamente relacionadas, o a alguno de los excipientes contenidos en la formulación farmacéutica. También está contraindicado en pacientes con insuficiencia renal grave (aclaramiento de creatinina menor de 30 ml/min), insuficiencia hepática grave o que presenten encefalopatía hepática, hipopotasemia, feocromocitoma o síndrome de Conn, y en aquellos que tengan antecedentes de accidentes vasculares cerebrales recientes.
No hay datos de seguridad suficientes para recomendar el uso de indapamida durante el embarazo o la lactancia.

### Interacciones
Se recomienda precaución al combinar indapamida con litio y medicamentos que prolonguen el intervalo QT (señalado en el electrocardiograma) o provoquen arritmias de ondas (por ejemplo, astemizol, bepridil, eritromicina IV, halofantrina, pentamidina, sultoprida, terfenadina y vincamina).

### Sobredosis
Los síntomas de sobredosificación serían los asociados a un efecto diurético (es decir, alteraciones electrolíticas), como hipotensión arterial y debilidad muscular. El tratamiento debe ser sintomático y estar dirigido a corregir las anomalías electrolíticas.